# قائمة القوانين الرومانية
تسرد قائمة القوانين الرومانية القوانين التي صدرت عن المؤسسات السياسية في روما القديمة من فترة تأسيس الجمهورية الرومانية حتى القرن السادس الميلادي. تطور القانون الروماني كان محوريًا في التاريخ القانوني، حيث أثرت قوانين روما على العديد من الأنظمة القانونية الحديثة.
يتكون عنوان القانون الروماني (lex) عمومًا من اسم المشرع الذي يقترح مشروع القانون (rogatio) ويضمن مروره. وعادةً ما يكون المشرع قنصلًا، أو أحد حكام القبائل، أو دكتاتورًا.

## قوانين صوتت تحت الجمهورية الرومانية

### بداية الجمهورية (509-287 ق.م)
في بداية الجمهورية الرومانية، كان القنصلان هما المسؤلان الرئيسيان عن اقتراح القوانين. مع مرور الوقت، بدأ ظهور مجالس الشعب (مجلس الشورى الشعبي ومجلس الشورى القبلي) التي شاركت في العملية التشريعية.

#### أمثلة على قوانين مبكرة:
- Lex Canuleia (445 ق.م): قانون يسمح بزواج الطبقة الأرستقراطية (الباتريكيون) مع طبقة العامة (العامة).
- Lex Licinia Sextia (367 ق.م): قانون يقيد حيازة الأراضي العامة ويوفر حقوقًا أفضل للعامة.

### نهاية الجمهورية (133-27 ق.م)
نهاية الجمهورية شهدت اضطرابات سياسية وحروب أهلية، وأصبحت عملية التشريع تتأثر بشخصيات سياسية بارزة مثل يوليوس قيصر.

#### أمثلة على قوانين لاحقة:
- Lex Gabinia (67 ق.م): قانون يمنح بومبيوس ماغنوس صلاحيات استثنائية لمحاربة القراصنة في البحر المتوسط.
- Lex Titia (43 ق.م): قانون يُنشئ الهيئة الثلاثية الثانية (أو الحكومة الثلاثية) المؤقتة، التي تضم أوكتافيان (أغسطس لاحقًا)، ومارك أنطوني، وماركوس ليبيدوس.

## قوانين صوّتت تحت الإمبراطورية الرومانية

### الإمبراطورية الرومانية العليا (27 ق.م - 284 م)
خلال هذه الفترة، سيطر الأباطرة على التشريع، وكانت القوانين تُصدر غالبًا من خلال مراسيم إمبراطورية (constitutiones principum).
- Lex Julia de Maritandis Ordinibus (18 ق.م): قانون لتنظيم الزواج بين طبقات المجتمع المختلفة ومنع الفجور، أصدره أغسطس.
- Lex Papia Poppaea (9 م): قانون يعزز التشجيع على الزواج والإنجاب بين المواطنين الرومان، وتُعد امتدادًا للقوانين الأخلاقية التي وضعها أغسطس.

### الإمبراطورية الرومانية السفلى (القرن الثالث)
شهدت هذه الفترة إصلاحات قانونية بسبب الأزمات السياسية والاقتصادية. أحد أبرز الأباطرة في هذا الوقت كان دقلديانوس، الذي أصدر العديد من المراسيم لتنظيم الحياة العامة.
- Edictum de Pretiis (301 م): مرسوم أصدره دقلديانوس يحدد الأسعار القصوى للسلع والرواتب في محاولة لمكافحة التضخم.

### الإمبراطورية الرومانية الشرقية (القرن السادس)
في عهد جستنيان الأول، شهدت الإمبراطورية الرومانية الشرقية إعادة تدوين شاملة للقانون الروماني، في مجهود كان له تأثير كبير على تطور القانون الأوروبي في العصور الوسطى وما بعدها.
| سنة | القانون          | المشرع        | ملاحظات                                                                                      |
| 529 | قانون جستنيان    | جستنيان الأول | المعروف أيضا باسمها اللاتيني (corpus juris civilis)، وهو أكبر تدوين للقانون الروماني القديم. |
| 530 | قانون أنستازيانا |               | جزء من تشريعات الإمبراطور أناستاسيوس الأول التي اتخذها جستينيان الأول.                       |
|     |                  |               |                                                                                              |